# Elena Matous
Elena Matous (* 10. Mai 1953 in Cortina d’Ampezzo) ist eine ehemalige italienische Skirennläuferin. Sie startete bis 1972 für Italien, von 1972/1973 bis 1974/1975 für San Marino, ab 1975/1976 für den Iran und 1979/1980 für Luxemburg.

## Biografie
Matous, deren Eltern aus der Tschechoslowakei nach Italien ausgewandert waren, startete bis 1972 für Italien. In dieser Zeit wurde sie fünfmal italienische Meisterin. Ab 1972/1973 trat Matous drei Jahre lang für San Marino an. Sie gewann im März 1973 im japanischen Naeba Ski Resort erstmals Punkte im Weltcup und entschied in der Saison 1973/1974 die Gesamt- und Slalomwertung des Europacups für sich. 1974 nahm sie in ihrer damals stärksten Disziplin, dem Slalom, auch an den Weltmeisterschaften in St. Moritz teil, bei der sie den 31. Platz belegte.
Ab 1975/1976 startete Matous für den Iran. Zunehmend erzielte sie nun in der Abfahrt ihre besten Leistungen. Neben zahlreichen Top-10-Platzierungen in Weltcuprennen (insgesamt 19), erreichte sie am 15. Dezember 1976 als Zweite hinter Annemarie Moser-Pröll in der Abfahrt ihres Heimatortes Cortina d’Ampezzo den einzigen Weltcup-Podestplatz ihrer Karriere. Im Abfahrtsweltcup der Saison 1976/1977 wurde sie Achte. Eine Teilnahme für den Iran an den Weltmeisterschaften 1978 in Garmisch-Partenkirchen wurde ihr vom Internationalen Skiverband FIS jedoch untersagt. Zwei Tage vor der WM-Abfahrt erhielt sie ein Startverbot, da sie keinen iranischen Pass besaß und nicht nachweisen konnte, mehrere Jahre im Iran gelebt zu haben. Nach den politischen Veränderungen im Iran trat Matous in der Saison 1979/1980 für den Skiverband von Luxemburg an. Ihre letzten Weltcuppunkte gewann sie im Januar 1980 in der Abfahrt von Pfronten.
Matous war mit dem 2002 verstorbenen Skirennläufer Fausto Radici verheiratet.

## Erfolge

### Weltmeisterschaften
- St. Moritz 1974: 31. Slalom

### Weltcup
- Saison 1976/77: 8. Abfahrtsweltcup
- 19 Platzierungen unter den besten zehn, davon 1 Podestplatz

### Europacup
- Saison 1973/74: 1. Gesamtwertung, 1. Slalomwertung, 2. Riesenslalomwertung

### Italienische Meisterschaften
- 5 italienische Meistertitel:
  - Slalom: 1972
  - Riesenslalom: 1970
  - Abfahrt: 1970, 1971
  - Kombination: 1970